# Saison 11 de Mon oncle Charlie

Cet article présente la onzième saison de la série télévisée Mon oncle Charlie (Two and a Half Men).
Chronologie
Saison 10 Saison 12

## Distribution

### Acteurs principaux
- Jon Cryer (VF : Lionel Tua) : Alan J Harper
- Ashton Kutcher (VF : Benjamin Pascal) : Walden Schmidt
- Conchata Ferrell (VF : Élisabeth Margoni) : Berta Hernandez
- Holland Taylor (VF : Maaike Jansen) : Evelyn Harper (présente uniquement épisodes 1, 2, 13 et 22 créditée au générique principal)
- Amber Tamblyn (VF : Chantal Baroin) : Jenny Harper (la fille de Charlie) (créditée au générique principal depuis l'épisode 7)

### Acteurs récurrents
- Courtney Thorne-Smith (VF : Véronique Alycia) : Lyndsey McElroy (épisodes 2 à 5, 7 à 8, 12, 14, 15 à 18, 21 et 22)
- Kimberly Williams-Paisley (VF : Ninou Fratellini) : Gretchen Martin (épisodes 16 à 19, 21 et 22)
- Alyson Michalka (VF : Marie-Eugénie Maréchal) : Brooke (épisodes 10 et 11, 15 et 15, 17)
- D. B. Sweeney (VF : Pascal Germain) : Larry (épisodes 5, 8, 12, 14, 16 à 18, 21 et 22)
- Clark Duke (VF : Yoann Sover)  : Barry (épisodes 11 et 12, 16 à 19, 21)

### Invités
- Carl Reiner (VF : Jean-Claude Sachot) : Marty Pepper (épisodes 2 et 13)
- Edie McClurg : Helen (épisodes 3 et 15)
- Mimi Rogers (VF : Pauline Larrieu) : Robin (épisode 6)
- Lynda Carter (VF : Monique Thierry) : elle-même (épisode 6)
- Jeff Probst : lui-même (épisode 7 et 12)
- Melanie Lynskey (VF : Natacha Muller) : Rose (épisode 8)
- Paula Marshall (VF : Dorothée Jemma) : Paula (épisodes 9 et 10)
- Odette Annable (VF : Armelle Gallaud) : Nicole (épisodes 11 , 12 et 16)
- Marin Hinkle (VF : Élisabeth Fargeot)  : Judith (épisode 15)
- Brooke D'Orsay (VF : Josy Bernard) : Kate (épisodes 18 et 19)
- Jane Lynch (VF : Danièle Servais) : Dr. Freeman (épisode 20)

## Épisodes

### Épisode 1:NangNangNangNang!
- États-Unis /  Canada : 26 septembre 2013 sur CBS / CTV
- France : 10 octobre 2014 sur Comédie+
- Québec : sur V
- Suisse : sur TSR1

- États-Unis : 11,59 millions de téléspectateurs

- Kelly Sry (Henry)
- Lilah Richcreek (Keri)

### Épisode 2:Pleshkin!
- États-Unis /  Canada : 3 octobre 2013 sur CBS / CTV
- France : 10 octobre 2014 sur Comédie+
- Québec : sur V
- Suisse : sur TSR1

- États-Unis : 9,34 millions de téléspectateurs

- Carl Reiner (Marty Pepper)
- Shanti Lowry (Tara/Tanya)

### Épisode 3:Ce biscuit non bénit
- États-Unis /  Canada : 10 octobre 2013 sur CBS

- États-Unis : 9,14 millions de téléspectateurs

- Edie McClurg (Helen)
- Kimberley Hebert Gregory (Lisa)
- Jennifer Chang : Colleen

### Épisode 4:La gigantesque orgie
- États-Unis /  Canada : 17 octobre 2013 sur CBS

- États-Unis : 8,59 millions de téléspectateurs

- Tara Perry (Sarah)
- Nicole Travolta (Heidi)
- Molly Stanton (Michaela)
- Jennifer Aspen (Stéphanie)

### Épisode 5:Alan le séducteur
- États-Unis /  Canada : 24 octobre 2013 sur CBS

- États-Unis : 8,53 millions de téléspectateurs

- Camila Greenberg (Leslie)
- Tiffany Panhilason (Heather)
- Marianne Chambers (Kelly)

### Épisode 6:Lynda Wonder Carter
- États-Unis /  Canada : 7 novembre 2013 sur CBS

- États-Unis : 8,14 millions de téléspectateurs

- Lynda Carter (elle-même)
- Mimi Rogers (Robin)

### Épisode 7:Une sorte de zombie lesbien
- États-Unis /  Canada : 14 novembre 2013 sur CBS

- États-Unis : 8,66 millions de téléspectateurs

- Jeff Probst (lui-même)
- Spencer Locke (Jill)
- Madison Dylan (Laurie)
- Kim Shaw (Maria)

### Épisode 8:Je te fais, Jeff Schwarzenegger
- États-Unis /  Canada : 21 novembre 2013 sur CBS

- États-Unis : 8,69 millions de téléspectateurs

- Melanie Lynskey (Rose)
- Brian Stepanek (Arthur)

### Épisode 9:Une fille et un cochon
- États-Unis /  Canada : 5 décembre 2013 sur CBS

- États-Unis : 8,47 millions de téléspectateurs

- Paula Marshall (Paula)
- Graig Gellis (Mike)
- Kate Miner (Nadine)

### Épisode 10:Un Noël au poil
- États-Unis /  Canada : 12 décembre 2013 sur CBS

- États-Unis : 8,54 millions de téléspectateurs

- Paula Marshall (Paula)
- Diane Farr (Rachel)

### Épisode 11:Tasée dans les boules
- États-Unis /  Canada : 2 janvier 2014 sur CBS

- États-Unis : 8,55 millions de téléspectateurs

- Odette Annable (Nicole)

### Épisode 12:Algorithme et échangisme
- États-Unis /  Canada : 9 janvier 2014 sur CBS

- États-Unis : 9,58 millions de téléspectateurs

- Marion Ross (Margaret)
- Odette Annable (Nicole)
- Michael Cera (Nicholas) (VF : Romain Redler)
- Jeff Probst (lui-même)
- Calum Worthy (Kevin) (VF : Donald Reignoux)
- Brooke Lyons (Gwen)

### Épisode 13:Vive les vicieux!
- États-Unis /  Canada : 30 janvier 2014 sur CBS

- États-Unis : 8,86 millions de téléspectateurs

- Carl Reiner (Marty Pepper)
- Tim Conway (Tim)
- Steve Lawrence (Steve)
- Garry Marshall (Garry)
- Jonathan Palmer (James)
- Andrea Carlisle (Cannelle)

### Épisode 14:Super mâle
- États-Unis /  Canada : 6 février 2014 sur CBS

- États-Unis : 8,32 millions de téléspectateurs

### Épisode 15:Une énorme... Bague
- États-Unis /  Canada : 27 février 2014 sur CBS

- États-Unis : 10,02 millions de téléspectateurs

- Edie McClurg (Helen)
- Marin Hinkle (Judith)
- David Grand Wright (John)

### Épisode 16:Comment se débarrasser d'Alan Harper
- États-Unis /  Canada : 6 mars 2014 sur CBS

- États-Unis : 10,38 millions de téléspectateurs

- Odette Annable (Nicole)

### Épisode 17:Bienvenue à la maison, Jake
- États-Unis /  Canada : 13 mars 2014 sur CBS

- États-Unis : 9,43 millions de téléspectateurs

Graham Phillips (VF : Théo Frilet) (Dewey Fitzpatrick)

### Épisode 18:West Side Story
- États-Unis /  Canada : 3 avril 2014 sur CBS

- États-Unis : 9,23 millions de téléspectateurs

- Brooke D'Orsay (Kate)
- Michael Cera (Nicholas) (VF : Romain Redler)
- Calum Worthy (Kevin) (VF : Donald Reignoux)

### Épisode 19:Amoureux chronique
- États-Unis /  Canada : 10 avril 2014 sur CBS

- États-Unis : 9,55 millions de téléspectateurs

- Mila Kunis (Vivian)
- Brooke D'Orsay (Kate)

### Épisode 20:Ajustements près de l'océan
- États-Unis /  Canada : 24 avril 2014 sur CBS

- États-Unis : 9,35 millions de téléspectateurs

- Jane Lynch (Dr. Freeman)
- Ken Davitian (Mr. Mardirosian)
- Jamie Luner (Tracy)
- Alex Kapp Horner (Donna)

### Épisode 21:Mes premières fois
- États-Unis /  Canada : 1er mai 2014 sur CBS

- États-Unis : 8,97 millions de téléspectateurs

- Diedrich Bader (Dirk)

### Épisode 22:Oh, WALD-E, Je t'aime déjà!
- États-Unis /  Canada : 8 mai 2014 sur CBS

- États-Unis : 8,35 millions de téléspectateurs

- Brad Paisley (Derek)